# Carucedo (kommun)
Carucedo är en kommun i Spanien.   Den ligger i provinsen Provincia de León och regionen Kastilien och Leon, i den nordvästra delen av landet, 300 km nordväst om huvudstaden Madrid. Antalet invånare är 655. Arean är 35 kvadratkilometer.
Terrängen i Carucedo är lite kuperad.